# Campagnolles
Campagnolles är en kommun i departementet Calvados i regionen Normandie i norra Frankrike. Kommunen ligger i kantonen Saint-Sever-Calvados som ligger i arrondissementet Vire. År 2022 hade Campagnolles 555 invånare.

## Befolkningsutveckling
Antalet invånare i kommunen Campagnolles
Referens: INSEE